# Bžany (Chéquia)
Bžany é uma comuna checa localizada na região de Ústí nad Labem, distrito de Teplice.